# Saint-Gilles-Croix-de-Vie
Saint-Gilles-Croix-de-Vie és un municipi francès situat al departament de Vendée i a la regió de País del Loira. L'any 2007 tenia 7.260 habitants.

## Demografia

### Població
El 2007 la població de fet de Saint-Gilles-Croix-de-Vie era de 7.260 persones. Hi havia 3.712 famílies de les quals 1.541 eren unipersonals (499 homes vivint sols i 1.042 dones vivint soles), 1.484 parelles sense fills, 438 parelles amb fills i 249 famílies monoparentals amb fills.
La població ha evolucionat segons el següent gràfic:
Habitants censats

### Habitatges
El 2007 hi havia 7.991 habitatges, 3.760 eren l'habitatge principal de la família, 3.852 eren segones residències i 379 estaven desocupats. 5.452 eren cases i 2.467 eren apartaments. Dels 3.760 habitatges principals, 2.465 estaven ocupats pels seus propietaris, 1.221 estaven llogats i ocupats pels llogaters i 74 estaven cedits a títol gratuït; 133 tenien una cambra, 437 en tenien dues, 1.172 en tenien tres, 1.027 en tenien quatre i 992 en tenien cinc o més. 2.848 habitatges disposaven pel capbaix d'una plaça de pàrquing. A 2.103 habitatges hi havia un automòbil i a 922 n'hi havia dos o més.

### Piràmide de població
La piràmide de població per edats i sexe el 2009 era:
| Homes | Edats   | Dones |
| ----- | ------- | ----- |
| 4     | 95 o +  | 20    |
| 20    | 90 a 94 | 72    |
| 64    | 85 a 89 | 172   |
| 80    | 80 a 84 | 128   |
| 232   | 75 a 79 | 320   |
| 260   | 70 a 74 | 336   |
| 324   | 65 a 69 | 316   |
| 216   | 60 a 64 | 316   |
| 176   | 55 a 59 | 156   |
| 188   | 50 a 54 | 196   |
| 184   | 45 a 49 | 228   |
| 156   | 40 a 44 | 152   |
| 196   | 35 a 39 | 216   |
| 176   | 30 a 34 | 184   |
| 188   | 25 a 29 | 164   |
| 156   | 20 a 24 | 104   |
| 168   | 15 a 19 | 148   |
| 164   | 10 a 14 | 156   |
| 124   | 5 a 9   | 116   |
| 96    | 0 a 4   | 112   |

## Economia
El 2007 la població en edat de treballar era de 3.823 persones, 2.403 eren actives i 1.420 eren inactives. De les 2.403 persones actives 2.058 estaven ocupades (1.060 homes i 998 dones) i 346 estaven aturades (156 homes i 190 dones). De les 1.420 persones inactives 871 estaven jubilades, 199 estaven estudiant i 350 estaven classificades com a «altres inactius».

### Ingressos
El 2009 a Saint-Gilles-Croix-de-Vie hi havia 3.937 unitats fiscals que integraven 7.378 persones, la mediana anual d'ingressos fiscals per persona era de 18.847 €.

### Activitats econòmiques
Dels 773 establiments que hi havia el 2007, 5 eren d'empreses extractives, 17 d'empreses alimentàries, 1 d'una empresa de coc i refinatge, 2 d'empreses de fabricació de material elèctric, 4 d'empreses de fabricació d'elements pel transport, 24 d'empreses de fabricació d'altres productes industrials, 63 d'empreses de construcció, 244 d'empreses de comerç i reparació d'automòbils, 15 d'empreses de transport, 80 d'empreses d'hostatgeria i restauració, 7 d'empreses d'informació i comunicació, 45 d'empreses financeres, 57 d'empreses immobiliàries, 73 d'empreses de serveis, 77 d'entitats de l'administració pública i 59 d'empreses classificades com a «altres activitats de serveis».
Dels 211 establiments de servei als particulars que hi havia el 2009, 1 era una oficina d'administració d'Hisenda pública, 1 oficina del servei públic d'ocupació, 1 gendarmeria, 1 oficina de correu, 12 oficines bancàries, 2 funeràries, 18 tallers de reparació d'automòbils i de material agrícola, 2 tallers d'inspecció tècnica de vehicles, 3 autoescoles, 5 paletes, 12 guixaires pintors, 9 fusteries, 11 lampisteries, 7 electricistes, 6 empreses de construcció, 20 perruqueries, 2 veterinaris, 6 agències de treball temporal, 55 restaurants, 25 agències immobiliàries, 5 tintoreries i 7 salons de bellesa.
Dels 124 establiments comercials que hi havia el 2009, 2 eren hipermercats, 3 supermercats, 2 grans superfícies de material de bricolatge, 1 una botiga de més de 120 m², 2 botiges de menys de 120 m², 13 fleques, 4 carnisseries, 1 una botiga de congelats, 6 peixateries, 5 llibreries, 42 botigues de roba, 6 botigues d'equipament de la llar, 9 sabateries, 3 botigues d'electrodomèstics, 5 botigues de mobles, 7 botigues de material esportiu, 3 perfumeries, 3 joieries i 7 floristeries.
L'any 2000 a Saint-Gilles-Croix-de-Vie hi havia 8 explotacions agrícoles.

## Equipaments sanitaris i escolars
El 2009 hi havia 1 hospital de tractaments de curta durada, 2 hospitals de tractaments de mitja durada (seguiment i rehabilitació), 1 un hospital de tractaments de llarga durada, 1 psiquiàtric, 5 farmàcies i 2 ambulàncies.
El 2009 hi havia 2 escoles maternals i 4 escoles elementals. Saint-Gilles-Croix-de-Vie disposava de 2 col·legis d'educació secundària amb 1.616 alumnes.

## Poblacions més properes
El següent diagrama mostra les poblacions més properes.